# ملیسانو
ملیسانو (به ایتالیایی: Melissano) یک کومونه در ایتالیا است که در استان لچه واقع شده‌است.

## خصوصیات
ملیسانو ۱۲ کیلومترمربع مساحت و ۷٬۴۹۵ نفر جمعیت دارد و ۵۹ متر بالاتر از سطح دریا واقع شده‌است.

## خواهرخوانده
شهر ورقرتو خواهرخواندهٔ ملیسانو هست.